# Kraig Urbik
Kraig Urbik (Chicago, 23 settembre 1985) è un giocatore di football americano statunitense che gioca nel ruolo di offensive guard per i Miami Dolphins della National Football League (NFL). Fu scelto nel corso del terzo giro (79º assoluto) del Draft NFL 2009 dai Pittsburgh Steelers. Al college ha giocato a football all’Università del Wisconsin-Madison.

## Carriera professionistica

### Pittsburgh Steelers
Urbik fu scelto nel corso del terzo giro del Draft 2009 dai Pittsburgh Steelers. Nella sua stagione da rookie non scese mai in campo e a fine anno fu svincolato dagli Steelers.

### Buffalo Bills
Urbik passò ai Buffalo Bills il 5 settembre 2010. Debuttò come professionista giocando 10 gare nella stagione 2010. Nella successiva divenne la guardia destra titolare della squadra, venendo schierato dall'inizio in tutte le 42 gare che disputò nelle tre stagioni successive.

### Miami Dolphins
Il 22 marzo 2016, Urbik firmò con i Miami Dolphins.

## Statistiche
| Partite totali      | 84 |
| Partite da titolare | 57 |

Statistiche aggiornate alla stagione 2015